# Côte d’Opale

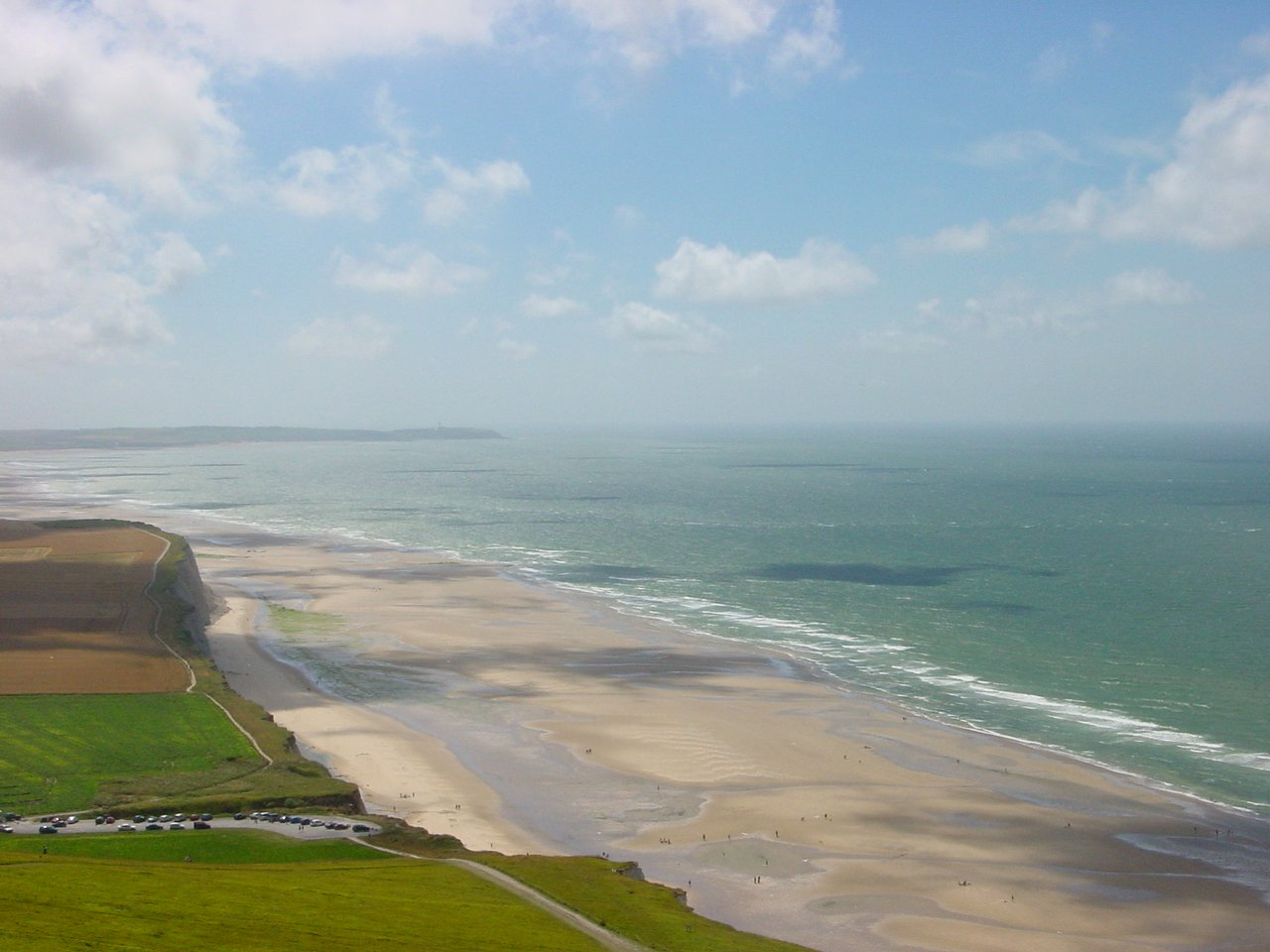
Az Opálpart a Cap Gris-Nez foknál

Côte d’Opale (magyarul: Opálpart) Franciaország északi részén található partszakasz, a La Manche csatorna mentén. Tiszta időben a csatorna túloldaláról, Nagy-Britanniából is látható.
Calais és Boulogne-sur-Mer között, a Somme torkolatvidékéig az addig homokos, dűnés part megszakad, Blériot-Plage és Sangatte után meredekebb, sziklásabb partszakasz következik, ahogy a partvonal előbb délnyugatnak, majd délnek fordul. A meredek fal előtt csak egy keskeny homoksáv van. A sziklás partba völgyeket vágtak a tenger felé törekvő folyók, e völgyek neve cran. Ez a partszakasz szorosan véve csak Boulogne-sur-Mer városáig tart, de tágabb értelemben így nevezik a partot Le Touquet-Paris-Plage városáig. Egy része Calais és Boulogne között védett nemzeti park, a Site des deux Caps. Legszebb szakaszán, Calais és Boulogne között a tengerpart mentén vezet végig a Corniche de la Côte d’Opale nevű út.
Ezen a partszakaszon található a Cap Gris-Nez és a Cap Blanc-Nez fok.
A festői szépségű vidék számos írót, festőt és zeneszerzőt is megihletett: Henri Dutilleux, Victor Hugo, Charles Dickens, Carolus-Duran és Maurice Boitel.